# Município de Shahriar

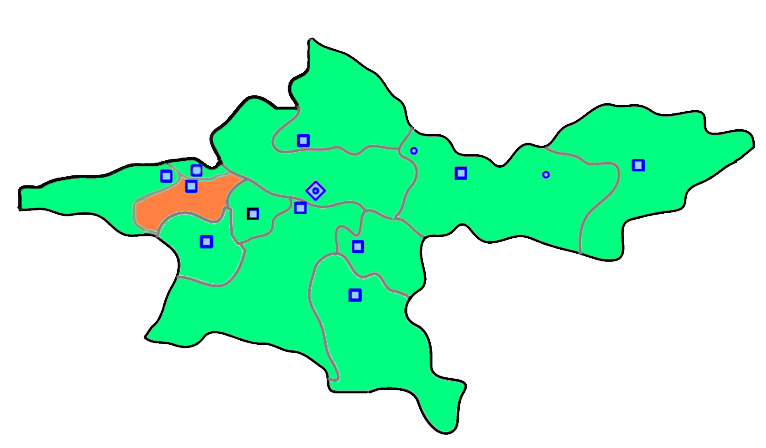
Localização do condado na província de Teerã

O município de Shahriar (em persa: شهریار) é um município da província de Teerã, no Irã. Sua capital é a cidade de Shahriar. O município possui uma população de 400.000 habitantes, divididos em nove cidades e 79 vilarejos.